# Henry Baldwin Ward
Henry Baldwin Ward (Troy, 4 de marzo de 1865 - Urbana, 30 de noviembre de 1945) fue un zoólogo, botánico, y algólogo estadounidense.

## Biografía
Nació en Troy (Nueva York), en una familia de científicos de prestigio. Su padre, Richard Halsted Ward, microscopista notable que hizo avances e inventos en su campo. Su tía, Ana Lydia Ward, en 1886, exploró más al norte que cualquier otra mujer estadounidense en esa fecha. Obtuvo su título de licenciatura por la Williams College de Williamstown, Massachusetts, en 1885. Más tarde, obtuvo una Maestría y su Ph.D. por la Universidad de Harvard, en 1892.
Durante 2 años participó en estudios de postgrado en universidades de Europa en ciudades como Gotinga, Friburgo y Leipzig, y en instalaciones biológicas en Nápoles, Heligoland y Villefranche-sur-Mer.
Se convirtió en un instructor de ciencia en la Troy High School, donde se desempeñó desde 1886 hasta 1888. Aceptó un trabajo como instructor de morfología en la Universidad de Míchigan en 1892. El próximo año, consiguió un trabajo como profesor asociado de Zoología de la Universidad de Nebraska, donde fue promovido como profesor en 1899. Tres años más tarde se convirtió en decano de la Facultad de Medicina. En 1909 fue nombrado profesor de Zoología de la Universidad de Illinois, donde obtuvo su título de Profesor Emérito en 1933. Allí permaneció hasta su muerte en 1945.
Aunque se destacó por su trabajo en parasitología, Ward también hizo contribuciones a la ficología.

## Algunas publicaciones
- 2012. The Influence of Parasitism on the Host... Reimpreso de Nabu Press, 40 p. ISBN 1276055587, ISBN 9781276055581
- 1918. Fresh-water Biology.Con George Chandler Whipple. Ed. John Wiley & sons, Inc. 1111 p.
- 1913. Arachnida. Ed. Wm. Wood & Co. 15 p.
- 1910. Internal Parasites of the Sebago Salmon. Bureau of Fisheries document 713, reimpreso de Bureau of Fisheries, 46 p.
- 1909. The Influence of Hibernation and Migration on Animal Parasites 12 p.
- 1909. Fasciolopsis Buskii, F. Rathoiusi, and Related Species in China 16 p.
- 1903. Data for the Determination of Human Entozoa. Nebraska. University. Zool. lab. Studies 55, 86 p.
- 1903. On the Development of Dermatobia Hominis 31 p.
- 1892. On Nectonema Agile, Verrill Bull. of the Museum of Comparative Zoology at Harvard College 23 (3): 1-55 reimpreso de Museum.